# Casa Fierro
La Casa Fierro és una obra de la Vall de Boí (Alta Ribagorça) inclosa a l'Inventari del Patrimoni Arquitectònic de Catalunya.

## Descripció
Es tracta d'una antiga unitat tipològica com les descrites, formada de casa, taller, cobert i era de grans dimensions, encara que actualment es troba totalment refeta però conserva cadascuna de les parts. La part més refeta és la de l'habitatge, encara que construït amb pedra i teulada de pissarra. El paller «conserva» encavallada de fusta amb coberta a doble vessants.